# Pequeñines
Los Pequeñines son unos personajes de historieta de estilo línea clara, creados por el humorista gráfico Ferran Martín y que se publicaron por primera vez en 1994, en la revista El Viejo Topo. Han sido publicados también en las revistas JO sóc de Barcelona, Lateral, Mala Impresión, El Virus Mutante, Amaníaco y El Batracio Amarillo.
Mundo Pequeñín, un libro protagonizado por estos personajes, caracterizados por un humor corrosivo y su intensa crítica social, fue publicado por editorial Amaníaco en 2002. El prólogo del libro estuvo a cargo del showman Andreu Buenafuente.